# Synagoge (Höchst im Odenwald)

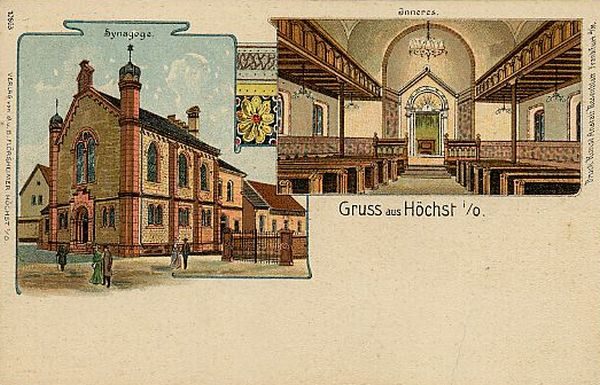
Ansichtskarte mit der Synagoge in Höchst

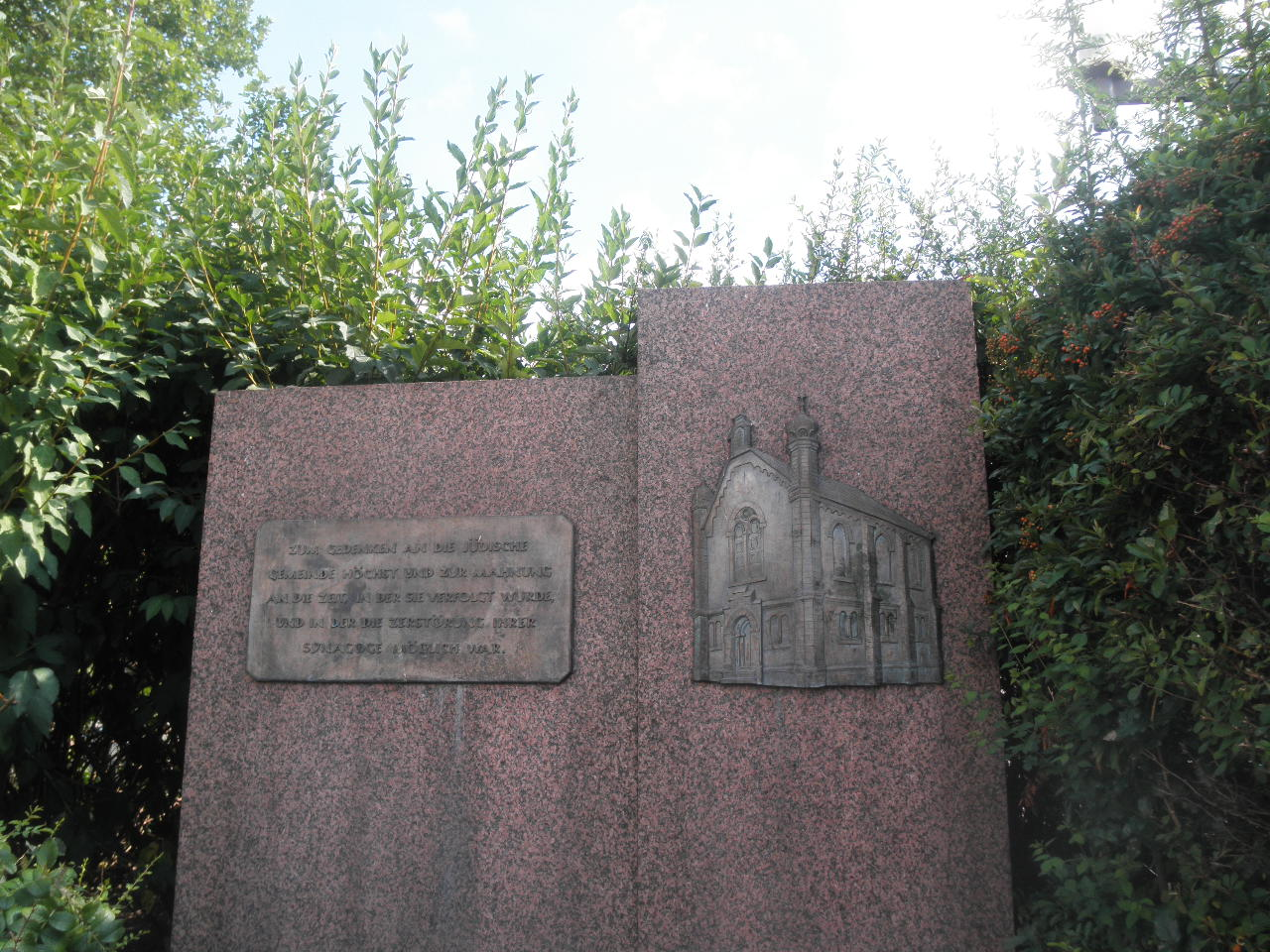
Gedenktafel

Die Synagoge in Höchst im Odenwald, einer Gemeinde im Odenwaldkreis in Hessen (Deutschland), wurde 1903/04 errichtet. Die Synagoge stand an der Wilhelminenstraße 2, heute Montmelianer Platz.

## Geschichte
Da die alte Synagoge sich in einem baufälligen Zustand befand, wurde nach Plänen des Darmstädter Architekten Fleckenstein ein Neubau an der Stelle der alten Synagoge errichtet. Die repräsentative Synagoge im neoromanischen und maurischen Stil wurde vom 12. bis 14. Februar 1904 durch den Landesrabbiner Dr. Marx eingeweiht. Auffallend waren die beiden Ecktürme mit Zwiebelaufsätzen. Die Synagoge hatte 84 Männer- und 66 Frauenplätze. 
An der Rückseite der Synagoge stand seit 1918 das Schulgebäude. 
Beim Novemberpogrom 1938 wurde die Synagoge von SA-Männern geschändet und geplündert. Die Einrichtungs- und Kultgegenstände wurden auf den Sportplatz angezündet. Die Giebelspitze mit den Gesetzestafeln und die Zwiebeltürme wurden demoliert und das Dach durch Brand beschädigt. Während des Zweiten Weltkrieges wurde das Gebäude für Luftschutzübungen zweckentfremdet. Im Jahr 1946 wurde das Synagogengebäude abgebrochen. 

## Gedenken
Seit November 1985 erinnert ein Mahnmal an die jüdische Gemeinde und ihre Synagoge. 